# Luís Augusto de Queirós Aranha
Luís Augusto de Queirós Aranha (Campinas, 20 de dezembro de 1867 — Paris, ? de junho de 1930), aristocrata, fazendeiro, cafeicultor, capitalista, advogado, político, deputado estadual, pelo Partido Democrático, tendo sido filho do barão de Anhumas, Manuel Carlos Aranha, e da baronesa consorte de Anhumas, Blandina Augusta de Queirós Aranha, cafeicultores e grandes proprietários de terras nas regiões de Campinas e Jundiaí.
Foi agraciado com o título de cavaleiro fidalgo da casa imperial, outorgado pelo imperador D.Pedro II. 

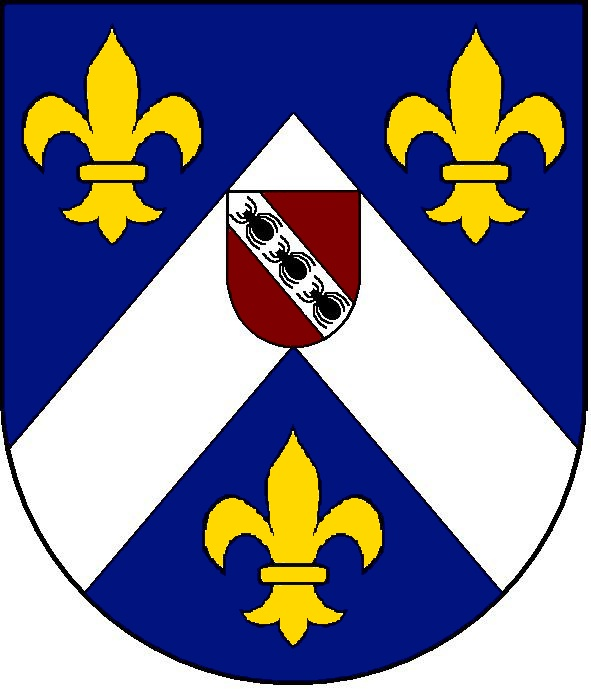
Brasão de Armas da família Aranha

Recebeu por herança a Fazenda Rio da Prata, em Jundiaí, do ramo Pereira de Queirós, de sua mãe. Foi casado com Marina da Silva Prado de Queirós Aranha, falecida a 21 de dezembro de 1896, na flor da idade, em São Paulo, filha do conselheiro Antônio da Silva Prado e de Maria Catarina da Costa Pinto, neta de Martinho e sua sobrinha Veridiana da Silva Prado, (filha do barão de Iguape). Com geração.
Foi seu irmão José de Queirós Aranha, agraciado com o título de cavaleiro fidalgo da casa imperial, e que foi casado com sua prima-irmã Maria Egídio de Sousa Aranha, filha do tenente-coronel José Egídio de Sousa Aranha(irmão gêmeo do marquês de Três Rios, neta da viscondessa de Campinas, Maria Luzia de Sousa Aranha), e de Antonia Flora de Queirós Aranha, irmã de sua mãe. Recebeu este por herança a Fazenda Santa Maria, ex-Tanquinho, em Campinas. Foi também sua irmã Ana Blandina de Queirós Aranha de Arruda Botelho, que se casou com José Estanislau de Arruda Botelho, bacharel em direito, filho dos condes do Pinhal, Antonio Carlos de Arruda Botelho e Ana Carolina de Melo Franco Oliveira de Arruda Botelho, filha do visconde de Rio Claro, e que herdou a Fazenda Pau d'Alho, em Campinas, propriedade de seus pais.
Foram seus meio-irmãos por parte do primeiro casamento de seu pai com Ana Teresa de Sousa Aranha: Álvaro, Manuel, Ana, Carlos Norberto, Urbano Sabino, Pedro de Alcantara, Joaquim, Rodrigo e Augusto de Sousa Aranha.
Formado pela Faculdade de Direito da Universidade de São Paulo em 1889, destacou-se entre os melhores estudantes de sua época. Ausentando-se do País, esteve alguns anos na Europa em viagem de estudos. Faleceu em Paris em junho de 1930, estando sepultado no Cemitério da Consolação em São Paulo.
Homenageado em São Paulo com a Rua Doutor Luiz Augusto de Queiroz Aranha, no bairro Alto de Pinheiros , e sua única e legítima esposa Marina da Silva Prado de Queirós Aranha , homenageada com a Avenida Santa Marina, onde se localiza a Vidraria Santa Marina, fundada por seu pai.